# 夏の嵐 〜第1章 光/第2章 影〜
『夏の嵐 〜第1章 光/第2章 影〜』（なつのあらし だいいっしょう ひかり/だいにしょう かげ）は、1970年8月1日に発売された、フォーリーブスの2枚目のサウンドトラックである。

## 概要
再びハイ・ソサエティー、ジューク・ボックスとの共演

## 収録曲

### LP
- SIDE A

1. オーバチュア [2:42] 
  - 作品コード:144-5791-1
2. 海と少年 [2:23]
作詞：山上路夫／作曲：村井邦彦／編曲：村井邦彦、大野雄二／作品コード:010-2187-7
3. 夏につつまれて （アイ・ゲット・サマー）[2:59]
作詞：山上路夫　作曲：村井邦彦　編曲：村井邦彦、大野雄二
4. 帆をあげて [2:03]
作詞：山上路夫　作曲：村井邦彦　編曲：村井邦彦、大野雄二
5. ロック・メドレー （キープ・ミー・ハンギング・オン、他）[2:26]
6. 浜木綿のような少女 [2:19]
作詞：山上路夫　作曲：村井邦彦　編曲：村井邦彦、大野雄二
  - オムニバスアルバム『ソフトロック・ドライヴィン*美しい誤解』に収録した単曲の音源はCD化。
7. 甘い痛み - 北公次 [3:40]
作詞：山上路夫／作曲：村井邦彦／編曲：村井邦彦、大野雄二／作品コード:001-7835-7
8. ワイト・イズ・ワイト [2:23]
作詞:M.DELPECH.／日本語詞：山上路夫／作曲：R.VINCENT／作品コード:0W1-4370-9

- SIDE B

1. 少女の死 - 北公次 [3:35]
作詞：山上路夫　作曲：村井邦彦　編曲：村井邦彦、大野雄二
2. 夏の終わり [1:25]
作詞：山上路夫　作曲：村井邦彦　編曲：村井邦彦、大野雄二
3. 丘の上の墓 [4:06]
作詞：山上路夫／作曲：村井邦彦／編曲：村井邦彦、大野雄二／作品コード:013-6691-2
  - ベストアルバム『ベスト・オブ・ベスト』に単曲の音源は収録したが、2024年11月時点 単曲の音源は未CD化。
4. 日生劇場リサイタル実況録音 
  1. BLACK IS BLACK - 作詞・作曲：Michelle Grainger、Anthony Hayes、Steve Wadey
  2. VENUS - 作詞・作曲：Van R. Leeuwen
  3. CROSS ROAD - 作詞・作曲：Robert L. Johnson
  4. TRAIN - 作詞・作曲：Ritchie Cordell、Jerry Kasenetz、Jeffry Katz
  5. BLUE AVENUE - 作詞・作曲：Wayne Ulaky
  6. LET THE SUNSHINE IN - 作詞・作曲：James Rado、Gerome Ragni、Galt McDemot

### CD
1. オーバチュア
2. 海と少年
3. 夏につつまれて （アイ・ゲット・サマー）
4. 帆をあげて
5. ロック・メドレー （キープ・ミー・ハンギング・オン、他）
6. 浜木綿のような少女
7. 甘い痛み
8. ワイト・イズ・ワイト
9. 少女の死
10. 夏の終わり
11. 丘の上の墓
12. 日生劇場リサイタル実況録音 （BLACK IS BLACK ／ VENUS ／ CROSS ROAD ／ TRAIN ／ BLUE AVENUE ／ LET THE SUNSHINE IN）